# Coretta Scott Kingová
Coretta Scott Kingová (27. dubna 1927 – 30. ledna 2006) byla americká autorka, aktivistka především v oblasti občanských práv a manželka Martina Luthera Kinga Jr.

## Hnutí za občanská práva
Coretta Scott Kingová v 60. letech 20. století pomáhala vést Afroamerické hnutí za občanská práva. Byla aktivní obhájkyní afroamerické rovnosti (African-American). Kingová se seznámila s manželem, když navštěvovala univerzitu v Bostonu. Oba byli stále aktivnější v americkém hnutí za občanská práva. Byla také zpěvačkou a často začleňovala hudbu do své práce v oblasti občanských práv.
1. září 1954 se Martin Luther King Jr. stal pastorem na plný úvazek baptistického sboru Dexter Avenue (Dexter Avenue Baptist Church). Coretta se obětovala ve prospěch díla svého manžela, když se vzdala svého snu stát se zpěvačkou. Tato její oddanost a důvody, proč se vzdala svých vlastních ambicí, se staly symbolem akcí afroamerických žen v průběhu hnutí za jejich práva. Pár se přestěhoval do farního kostela na ulici South Jackson Street, kde se Coretta stala členkou pěveckého sboru a vyučovala nedělní školu. Účastnila se práce v Baptistické vzdělávací unii (Baptist Training Union) a v Misijní společnosti (Missionary Society). Poprvé se objevila v Prvním baptistickém sboru 6. března 1955, kdy podle E. P. Wallace „zaujala koncertní publikum“. 

### Telefonát Johna F. Kennedyho
Martin Luther King byl uvězněn 19. října 1960 za stávkování v obchodním domě. Poté, co byl za tři dny propuštěn, byl Coretty manžel poslán zpět do vězení 22. října za řízení s řidičákem z Alabamy, zatímco byl obyvatelem Georgie a byl poslán do vězení na čtyři měsíce těžkých prací. Po zatčení manžela Kingová věřila, že to on nepřežije a volala si s přítelem Harrisem Woffordem a plakala, když říkala: „Zabijou ho. Vím, že ho zabijou.“ Hned poté, co s ní mluvil, kontaktoval Wofford Sargenta Shrivera v Chicagu, kde tehdejší kandidát na prezidentský úřad John F. Kennedy dělal kampaň a svěřil Shriverovi Kingové obavy o jejího manžela. Poté, co Shriver počkal, až bude s Kennedym o samotě, navrhl mu, aby zatelefonoval Kingové a vyjádřil jí sympatie. Kennedy poté Kingové zavolal.
Někdy poté Bobby Kennedy dosáhl propuštění Kinga z vězení. Martin Luther King Sr. byl tak vděčný za pomoc, že Kennedyho volil, a řekl: „Vyberu si katolíka nebo samotného ďábla, jestli bude otírat slzy z očí mojí snachy.“ Podle Coretty Kennedy řekl:
„Chci vyjádřit svou starost o vašeho manžela. Vím, že to musí být pro vás velmi těžké. Chápu, že čekáte dítě a chci, abyste věděla, že jsem na vás a dr. Kinga myslel. Pokud je něco, co mohu pro vás udělat, neváhejte a zavolejte mi.“

 O Kennedyho kontaktu s Kingovou se rychle dozvěděli novináři, přičemž Coretta připustila, že „se cítila dobře, že jí osobně zavolal a dal jí vědět, jak se cítil.“

## Život po atentátu na M.L.Kinga
Kingová hrála významnou roli v letech po atentátu na jejího manžela v roce 1968, kdy se angažovala v boji za rasovou rovnost a stala se aktivní v ženském hnutí. Kingová založila Kingovo centrum (King Center) a usilovala o to, aby narozeniny jejího manžela byly státním svátkem. Nakonec uspěla, když Ronald Reagan podepsal zákon, který ustanovil Den Martina Luthera Kinga na 2. listopadu 1983. Později rozšířila svůj záběr tak, že zahrnovala jak opozici vůči apartheidu, tak obhajobu práv LGBT. Kingová se stala známou mnoha politiků před a po smrti Martina Luthera Kinga, včetně Johna F. Kennedyho, Lyndona B. Johnsona a Roberta F. Kennedyho. Její telefonický rozhovor s Johnem F. Kennedym během prezidentských voleb v roce 1960 byl historiky připočítán k mobilizaci afroamerických voličů.
V srpnu 2005 utrpěla C. S. Kingová cévní mozkovou příhodu, která paralyzovala její pravou stranu. Nebyla schopná mluvit; o pět měsíců později zemřela na selhání dýchání kvůli komplikacím rakoviny vaječníků. Na její pohřeb přišlo přibližně 10 000 lidí, včetně čtyř z pěti žijících amerických prezidentů. Byla dočasně pohřbena na pozemku Kingova Centra, dokud nebyla pohřbena vedle svého manžela. Byla uvedena do Síně slávy žen Alabamy a byla první Afroameričankou, které byla dána pocta v Georgia State Capitolu. Kingová byla označována jako „první dáma hnutí za občanská práva“.

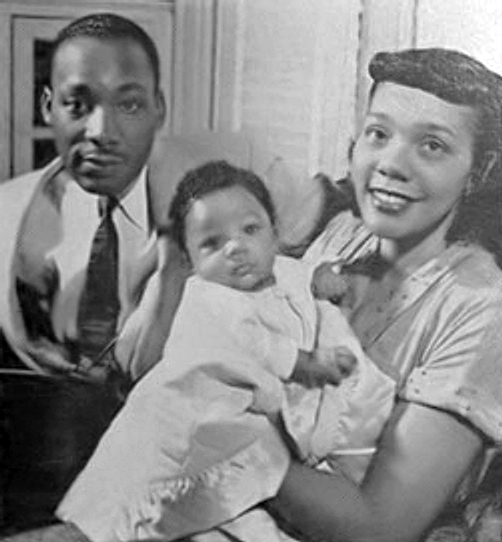
Kingová se svým manželem a dcerou Yolandou v roce 1956